# Pandemia de COVID-19 na Áustria
Este artigo documenta os impactos da pandemia de COVID-19 na Áustria e pode não incluir todas as respostas e medidas mais recentes.

## Cronologia
Em 25 de fevereiro de 2020, a Áustria confirmou os dois primeiros casos de coronavírus, um homem de 24 anos e uma mulher de 24 anos de Lombardia, Itália testados positivos e foram tratados em um hospital em Innsbruck, Tirol.
No dia 27 de fevereiro, foi relatado os primeiros casos de coronavírus na capital da Áustria, Viena, trata-se de um homem de 72 anos e quem relatou foi Peter Hacker um vereador da cidade, o paciente estava internado a dez dias com os sintomas mas não havia sido testado para coronavírus pois ele não tem histórico de viagens ou contato com infectados.
No mesmo dia, também em Viena um casal estava no Hospital Kaiser-Franz-Josef com seus dois filhos, efetuaram os testes pois todos estavam com sintomas leves de gripe, os os pais testaram positivo, os filhos ainda precisavam de mais testes, a família estava de ferias em Lombardia na Itália.
No dia 28 de fevereiro, um dos filhos de quinze anos do casal infectado no dia anterior, também atestou positivo para a COVID-19, devido a gravidade, por precaução os professores da escola onde eles estudam, bem como 23 alunos nascidos entre 2003 e 2005 amigos da criança foram mandados para casa para manter quarentena em isolamento doméstico. Ainda neste dia foi reportado pelo Ministério Social da Austria mais um caso, mas sem detalhes maiores.
A partir do dia 29 o Ministério não divulgará mais nomes nem locais, somente números dos casos testados e confirmados para o coronavírus.
No dia 29 de fevereiro foi reportado mais um caso de coronavírus.
No dia 1 de março foram reportados mais cinco casos de coronavírus. No dia seguinte foram reportados mais quatro casos de coronavírus.
No total, foi reportado até o dia 3 de março pelo Ministério Social da Áustria que dos 2683 casos suspeitos que realizaram testes nos hospitais, apenas 24 casos testaram positivos para coronavírus e estão divididos nas regiões: Viena (14), Baixa Áustria (3), Tirol (2), Salzburgo (2), Estíria (3).
No dia 4 de março foi reportado pelo Ministério Social da Áustria que dos 3138 casos suspeitos que realizaram testes nos hospitais, apenas 29 casos testaram positivos para coronavírus e estão divididos nas regiões: Viena (15), Baixa Áustria (5), Estíria (4), Tirol (2) e Salzburgo (3).
No dia 8 de março foram reportados 102 casos positivos de coronavírus e estão nas regiões: Viena (32), Baixa Áustria (31), Estíria (10), Tirol (8), Salzburgo (8), Alta Áustria (7), Burgenland (4), Vorarlberg (1) e Caríntia (1). Foi reportado que 2 casos foram curados em toda Áustria.